# Stazione di Spoleto Città
La stazione di Spoleto Città è stata una stazione ferroviaria posta lungo la ex linea ferroviaria a scartamento ridotto Spoleto-Norcia, a servizio del comune di Spoleto.

## Storia
La stazione fu inaugurata insieme alla linea il 1º novembre 1926 e rimase attiva fino al 31 luglio 1968. Costituiva il capolinea occidentale della linea.

## Strutture e impianti
La stazione era dotata di un fabbricato viaggiatori, cinque binari (quattro binari tronco e uno passante posta a lato della fabbricato per consentire il treno di proseguire alla stazione FS), un deposito locomotive e un magazzino merci.

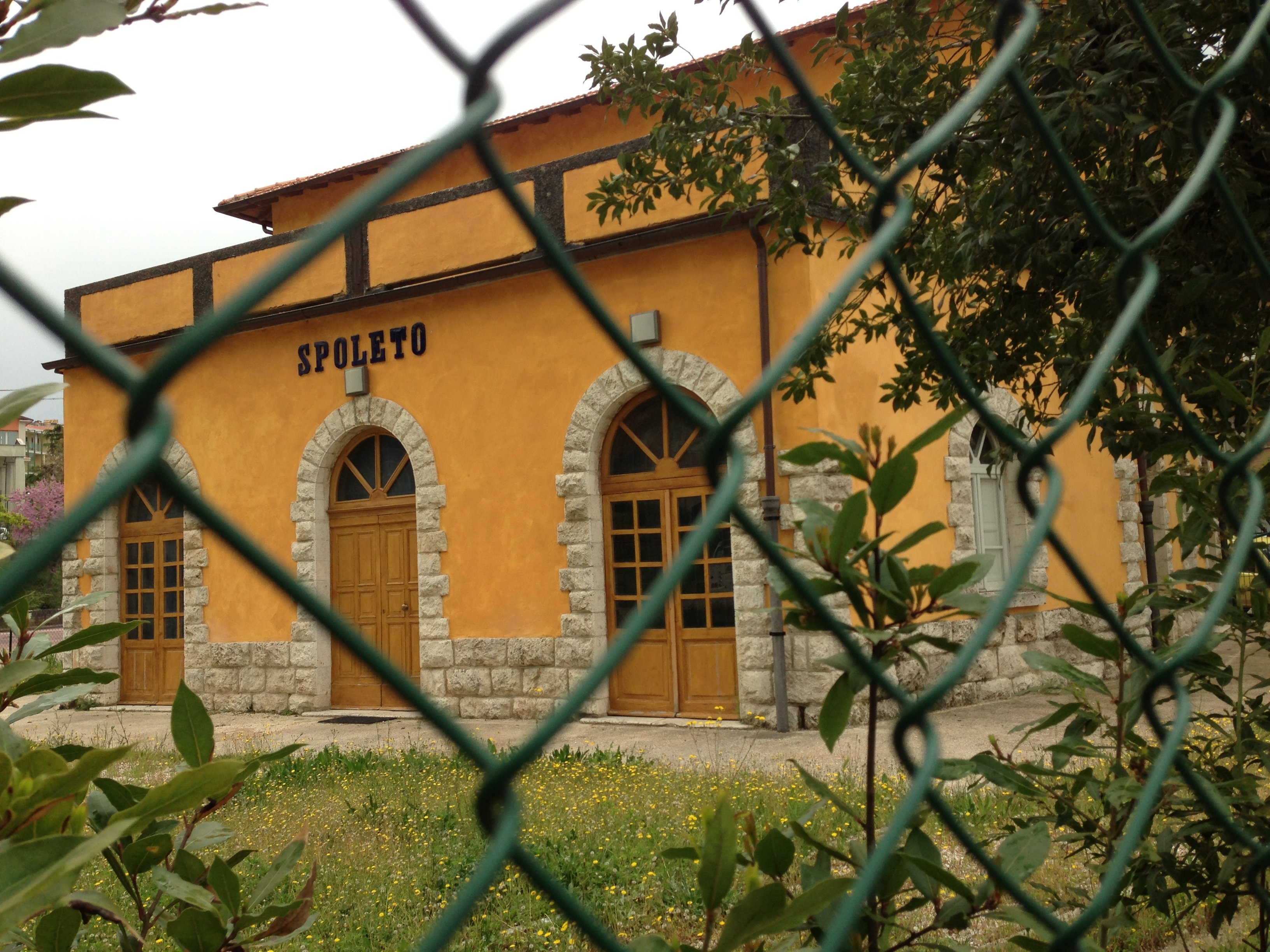
Il retro della Stazione

L'ex fabbricato viaggiatori dal 2009 è usato come museo ferroviario della linea, il sedime riattato a parcheggio per autoveicoli.